# Mimobolbus pilulus
Mimobolbus pilulus is een keversoort uit de familie cognackevers (Bolboceratidae). De wetenschappelijke naam van de soort werd in 1895 gepubliceerd door Raffaello Gestro.